# Bjørn Hasløv
Bjørn Hasløv   (Copenhaguen, 18 de maig de 1941) és un remer danès que va competir durant la dècada de 1960.
El 1964 va prendre part en els Jocs Olímpics d'Estiu de Tòquio, on guanyà la medalla d'or en la prova del quatre sense timoner del programa de rem. Formà equip amb John Hansen, Erik Petersen i Kurt Helmudt.
En el seu palmarès també destaca una medalla de plata al Campionat d'Europa de rem de 1964.